# سه تا نخاله
سه تا نخاله فیلمی به کارگردانی صابر رهبر و نویسندگی محمد متوسلانی محصول سال ۱۳۴۴ است.

## خلاصه داستان
امیر و نادر و منصور برای معالجهٔ دختری که طی حادثه‌ای خانواده اش را از دست داده و دچار اختلال حواس شده، کوشش می‌کنند پولی به دست آورند...

## بازیگران
- منصور سپهرنیا
- محمد متوسلانی
- گرشا رئوفی
- نعمت‌الله پیشواییان
- محسن آراسته
- فریبا خاتمی
- دلیله نمازی
- جمشید مهرداد
- عزت‌الله وثوق
- شهین
- یدالله محمدی‌نژاد
- فیروز
- مکوندی
- مریم ساحلی
- اصغر تیموری